# جوليا هنريكسون
جوليا هنريكسون (من مواليد 11 يوليو 2000) هي رياضية سويدية تتنافس كعداءة في سباقات السرعة فازت بألقاب البطولة الوطنية السويدية في 60 م و100 م و200 م وهي حاملة الرقم القياسي الوطني السويدي في حاملة الرقم القياسي الوطني في الصالات المغلقة لمسافة 200 متر وحاملة الرقم القياسي المشترك في الهواء الطلق لمسافة 200 متر. تنافست هنريكسون في سباق 200 متر في حدث الدوري الماسي في ستوكهولم في يوليو 2023، واحتلت المركز السابع.
تنافست في 200 متر في بطولة العالم لألعاب القوى 2023 في بودابست في أغسطس 2023.
احتلت المركز السادس في نهائي سباق 200 متر في بطولة أوروبا لألعاب القوى في روما في يونيو 2024، بعد أن عادلت الرقم القياسي الوطني السويدي البالغ 22.82 ثانية في نصف النهائي. حطمت الرقم القياسي الوطني السويدي أثناء المنافسة في الألعاب الأولمبية الصيفية 2024 في باريس في سباق 200 متر، ووصلت إلى الدور نصف النهائي.